# 吉田卯三郎
吉田 卯三郎（よしだ うさぶろう、1887年3月10日 - 1948年4月12日）は、日本の物理学者。愛媛県出身。主な著書に「物理学」、「物理学実験」がある。

## 略歴
- 1914年（大正3年） 京都帝国大学理学部卒業。
- 1922年（大正11年） 「スタルク効果の共同研究」で学士院恩賜賞を受賞。
- 1925年（大正14年） 京都帝国大学教授に就任。
- 1948年（昭和23年） 62歳で死去。